# Steinhuder Meer
Das Steinhuder Meer in Niedersachsen ist mit einer Fläche von 29,1 km² der größte See Nordwestdeutschlands, der neuntgrößte See Deutschlands überhaupt und liegt in der Region Hannover. Das maximal 2,9 m und durchschnittlich 1,35 m tiefe Gewässer bildete sich in einem Becken gegen Ende der letzten Eiszeit vor etwa 14.000 Jahren. Heute stellt der etwa 30 km nordwestlich von Hannover gelegene See als Zentrum des Naturparks Steinhuder Meer wegen seiner geschützten Naturbereiche und vielfältigen Erholungsmöglichkeiten ein überregionales Ausflugsziel dar. Er liegt im Flusssystem der Weser. Die Bezeichnung „Meer“ ist im Sinne der niederdeutschen Sprache als Binnensee zu verstehen.

## Lage und Größe
Der See liegt auf dem Gebiet der Stadt Wunstorf, grenzt aber mit seinem West- und Nordufer auch an Neustadt am Rübenberge im Westen der Region Hannover. Weitere Städte in der Nähe sind Hannover, Rehburg-Loccum und Stadthagen. In direkter Ufernähe liegen die Orte Mardorf, Großenheidorn, Steinhude, Hagenburg und Winzlar. Der See liegt in der Großlandschaft Hannoversche Moorgeest, östlich grenzt das Tote Moor an. Vom Schloss Hagenburg führt ein 1,2 km langer Stichkanal zum See, welcher für den Bau der Insel Wilhelmstein ausgehoben wurde.
Die Fläche des Sees umfasst etwa 29,1 km² je nach Wasserstand, er ist 8 km lang und 4,5 km breit.

## Hydrologie
Das oberirdische Einzugsgebiet des Sees misst einschließlich der Seefläche selber 82,56 km². Allerdings geht an der Wasseroberfläche etwa ebenso viel durch Verdunstung verloren wie an Niederschlag auf den See fällt. Nach Schätzung des Kompetenzzentrums Seen des Niedersächsischen Landesbetriebs für Wasserwirtschaft, Küsten- und Naturschutz (NLWKN) kommen mindestens 60 % des Wassereintrags aus dem Grundwasser, vor allem aus Süden und Osten. Die Größe des unterirdischen Einzugsgebiets ist weitgehend unbekannt. Einige unter Wasser gelegene Quellorte sind bekannt, eine systematische Erfassung steht noch aus. Größter oberirdischer Zufluss ist der Winzlarer Grenzgraben aus den Rehburger Bergen. Zweiter Zufluss auf der Südseite ist der Windhorngraben. Der einzige Abfluss aus dem Flachsee zur Weser ist der Steinhuder Meerbach. Hier kann über ein Wehr der Wasserstand reguliert werden. Laut gültigem Betriebsplan des Steinhuder Meeres sollte der Wasserstand – ausreichend Wasser vorausgesetzt – höchstens zwischen 37,80 Meter ü. NN und 38,05 Meter ü. NN schwanken. Seit 2018 wird zeitweise nicht einmal mehr das Minimum erreicht.
Die Wassertiefe beträgt durchschnittlich 1,35 m, an der tiefsten Stelle 2,9 m. Der Seeboden weist ein kleines Gebiet mit bis 2,5 m tiefen Rinnen auf. Sie werden Deipen (Tiefen) genannt und verlaufen nördlich der Seemitte in Ost-West-Richtung. Auf dem Seegrund und besonders zu den verlandenden Rändern hin finden sich in unterschiedlicher Stärke Mudden, die durch Zersatz abgestorbener Pflanzen (Algen) und Tiere (Flöhe, Krebse) entstehen. Die Muddeablagerungen sorgen auch für das trübe Seewasser, da sie von Wellen leicht aufgewirbelt werden.

## Klima
Am Steinhuder Meer herrscht Seeklima mit einer Jahresdurchschnittstemperatur von 10,2 °C und einer Jahresniederschlagsmenge von 779 mm.
|                        | Jan | Feb | Mär | Apr | Mai  | Jun  | Jul  | Aug  | Sep  | Okt  | Nov | Dez |   |      |
| Mittl. Temperatur (°C) | 2,0 | 2,4 | 5,2 | 9,6 | 13,8 | 16,8 | 19,0 | 18,5 | 15,2 | 10,8 | 6,3 | 3,2 | ⌀ | 10,3 |
|                        |     |     |     |     |      |      |      |      |      |      |     |     |   |      |
| Niederschlag (mm)      | 70  | 53  | 60  | 55  | 62   | 68   | 78   | 74   | 63   | 64   | 62  | 70  | Σ | 779  |
|                        |     |     |     |     |      |      |      |      |      |      |     |     |   |      |
| Regentage (d)          | 10  | 9   | 9   | 9   | 8    | 9    | 10   | 9    | 8    | 9    | 9   | 10  | Σ | 109  |

|  |

|  |

|  |

|  |

|  |

|  |

|  |

|  |

|  |

|  |

|  |

|  |

|  |

|  |

|  |

|  |

|  |

|  |

|  |

|  |

|  |

|  |

|  |

|  |

## Entstehung
Das Steinhuder Meer liegt in einer langgestreckten Mulde, die von der historischen Leine genutzt wurde. Geologische Untersuchungen in den 1960er Jahren haben ergeben, dass sich in den Sedimenten unter dem Steinhuder Meer Reste eines Vorgängersees aus der Eem-Warmzeit vor etwa 100.000 Jahren finden. Dieser See und die gesamte Senke wurden zwar in der nachfolgenden Weichsel-Kaltzeit vor rund 14.000 Jahren zunächst durch abgelagerte Sande zugeschüttet, aber es bildeten sich unter den arktischen Klimabedingungen Eislinsen, die bei fortdauernder Wasser-Zulieferung immer dicker wurden und den darüber liegenden Boden anhoben. In sommerlichen Auftauphasen wurde der dann gelöste Boden abgetragen, so dass sukzessive der flache Binnensee entstand (Thermokarst). Damals war das Binnengewässer etwa dreimal so groß, was heute an den vermoorten Randgebieten erkennbar ist. Wegen der geringen Wassertiefe setzte bereits damals seine Verlandung ein. Größtes Randmoor ist das Tote Moor, das die Seefläche von der Niederterrasse der weiter östlich fließenden Leine trennt.
Ältere Theorien, wie Sandausblasungen oder Salzauslaugungen im Untergrund, kommen nicht mehr in Betracht.

## Schutzgebiete
Aufgrund der Bedeutung für den Arten-, Natur- und Landschaftsschutz sind sowohl das Steinhuder Meer als auch seine Umgebung durch verschiedene Schutzausweisungen geschützt. Die Ökologische Schutzstation Steinhuder Meer in Winzlar betreut im Auftrag des Landes Niedersachsen die Naturschutzgebiete (NSG) mit einer Größe von 2500 ha rund um das Steinhuder Meer. Zur Naturbeobachtung finden sich mehrere Beobachtungstürme.

### Naturschutzgebiete
Der östliche Uferbereich des Steinhuder Meers ist wie das angrenzende Moor durch das Naturschutzgebiet Totes Moor seit 27. Mai 2016 geschützt. Das Westufer ist mit den angrenzenden Wiesen und Feuchtgebieten durch das am 10. Dezember 2020 ausgewiesene Naturschutzgebiet Westufer Steinhuder Meer, das die bisherigen Schutzgebiete (Hagenburger Moor seit 5. Juli 1962 und Meerbruch seit 25. Juni 1981) aufnimmt, sowie das Naturschutzgebiet Meerbruchswiesen seit 10. Dezember 1998 geschützt.

### Landschaftsschutzgebiet
Das Steinhuder Meer ist seit dem 25. Juni 1981 ein Landschaftsschutzgebiet. Die entsprechende Verordnung wurde 2020 neu gefasst. Das Gebiet umfasst mit Ausnahme der Badeinsel Steinhude alle nicht in den Naturschutzgebieten liegenden Bereiche der Seefläche und zusätzlich Moorwiesen am Nord- und Südufer sowie den Steinhuder Meerbach.

### Fauna-Flora-Habitat-Gebiet
Das Fauna-Flora-Habitat-Gebiet Steinhuder Meer (mit Randbereichen) umfasst seit 2004 die Wasserfläche des Steinhuder Meers sowie das Naturschutzgebiet Westufer Steinhuder Meer und das Tote Moor am Ostufer. Es ist definiert als „ein großer Flachsee im Komplex mit ausgedehnten naturnahen Verlandungszonen und teils intensiv, teils extensiv genutztem Grünland auf Niedermoor sowie – überwiegend durch Torfabbau beeinträchtigten – Hochmoorflächen“.

### Vogelschutzgebiet

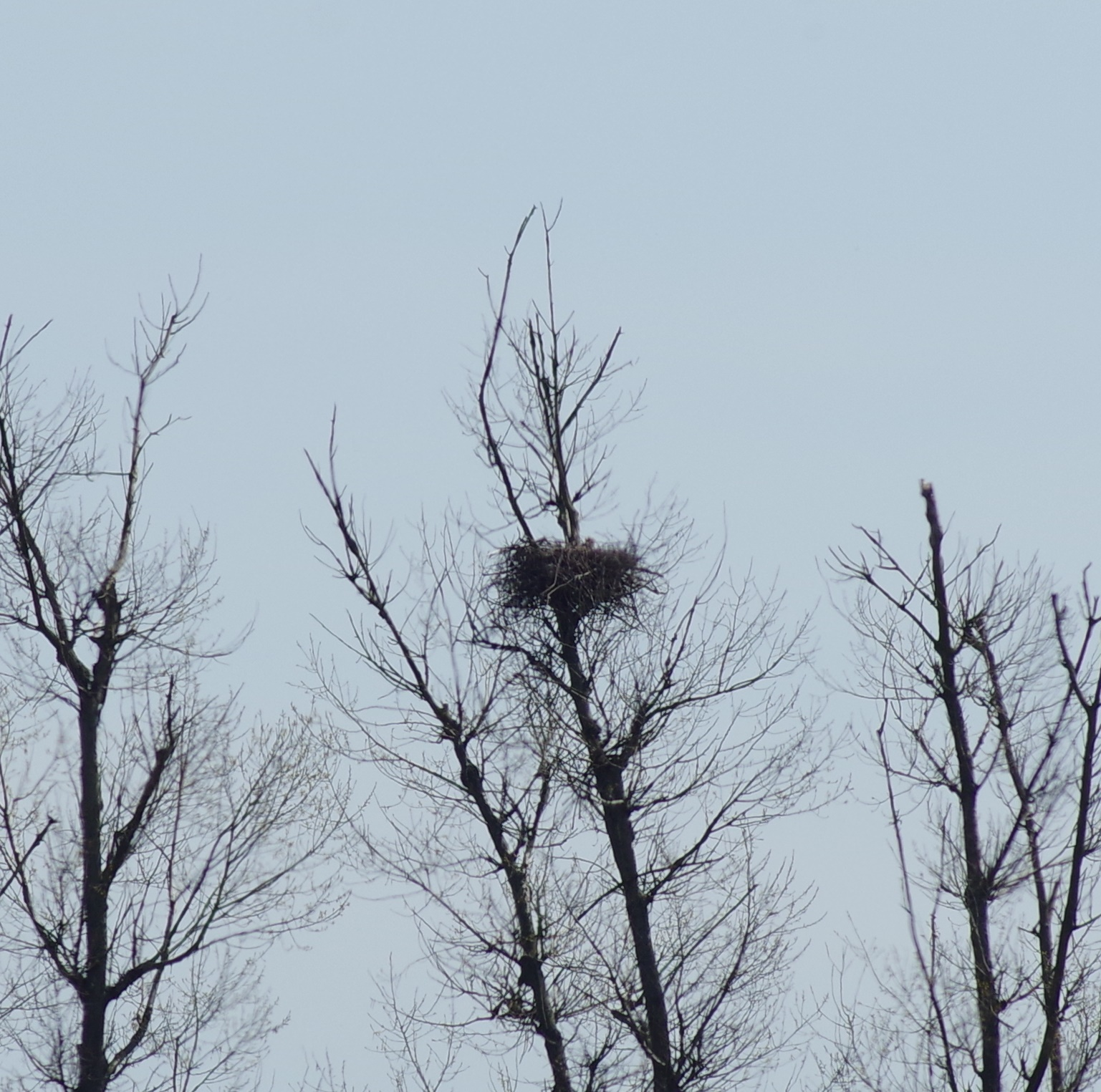
Seeadlerhorst im FFH-Gebiet Steinhuder Meer mit Randbereichen

Das Vogelschutzgebiet Steinhuder Meer ist ein EU-Vogelschutzgebiet internationaler Bedeutung, insbesondere für Wasservogelarten, und bedeutender Vogellebensraum für Brutvogelarten ausgedehnter Röhrichte und ungestörter Waldbereiche. Das Vogelschutzgebiet ist ein bedeutendes Brutgebiet für röhrichtbewohnende Vogelarten wie Wasserralle, Tüpfelsumpfhuhn und Schilfrohrsänger sowie ein wichtiges Rastgebiet für zahlreiche Wat- und Wasservögel (z. B. Haubentaucher, Kormoran, Zwerg- und Gänsesäger, Möwen, Enten und Gänse). Darüber hinaus sind die Randbereiche des Sees ein herausragendes Brutgebiet für Vogelarten strukturreicher ungestörter Waldareale wie Grauspecht, Rot- und Schwarzmilan sowie für Arten strukturreicher Halboffenlandschaften wie Braunkehlchen und Ziegenmelker.

### Naturpark
Das Steinhuder Meer ist Kern des Naturparks Steinhuder Meer, der seit dem 30. Oktober 1974 besteht. Der Naturpark erstreckt sich von den Rehburger Bergen über Wald- und Moorgebiete bis zur Leineaue.

## Inseln

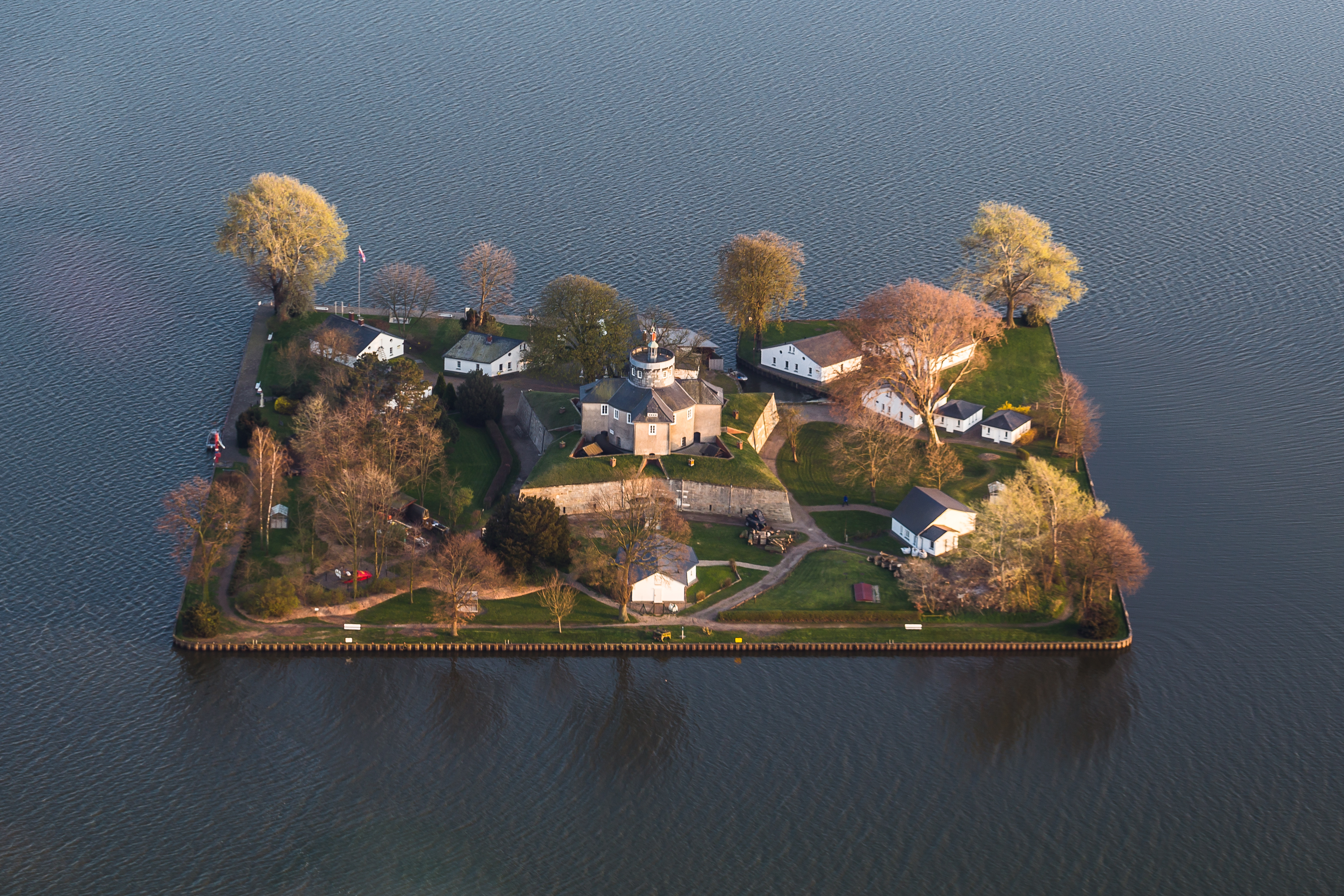
Insel Wilhelmstein

Die natürliche Kräheninsel am Westufer wird bei Niedrigwasser zur Halbinsel. Im Osten sind mehrere Torfinseln dem Toten Moor vorgelagert; einige sind durch Kanäle abgetrennt worden.
Wesentlich bekannter sind die beiden künstlichen Inseln Wilhelmstein und die Badeinsel Steinhude.

### Insel Wilhelmstein

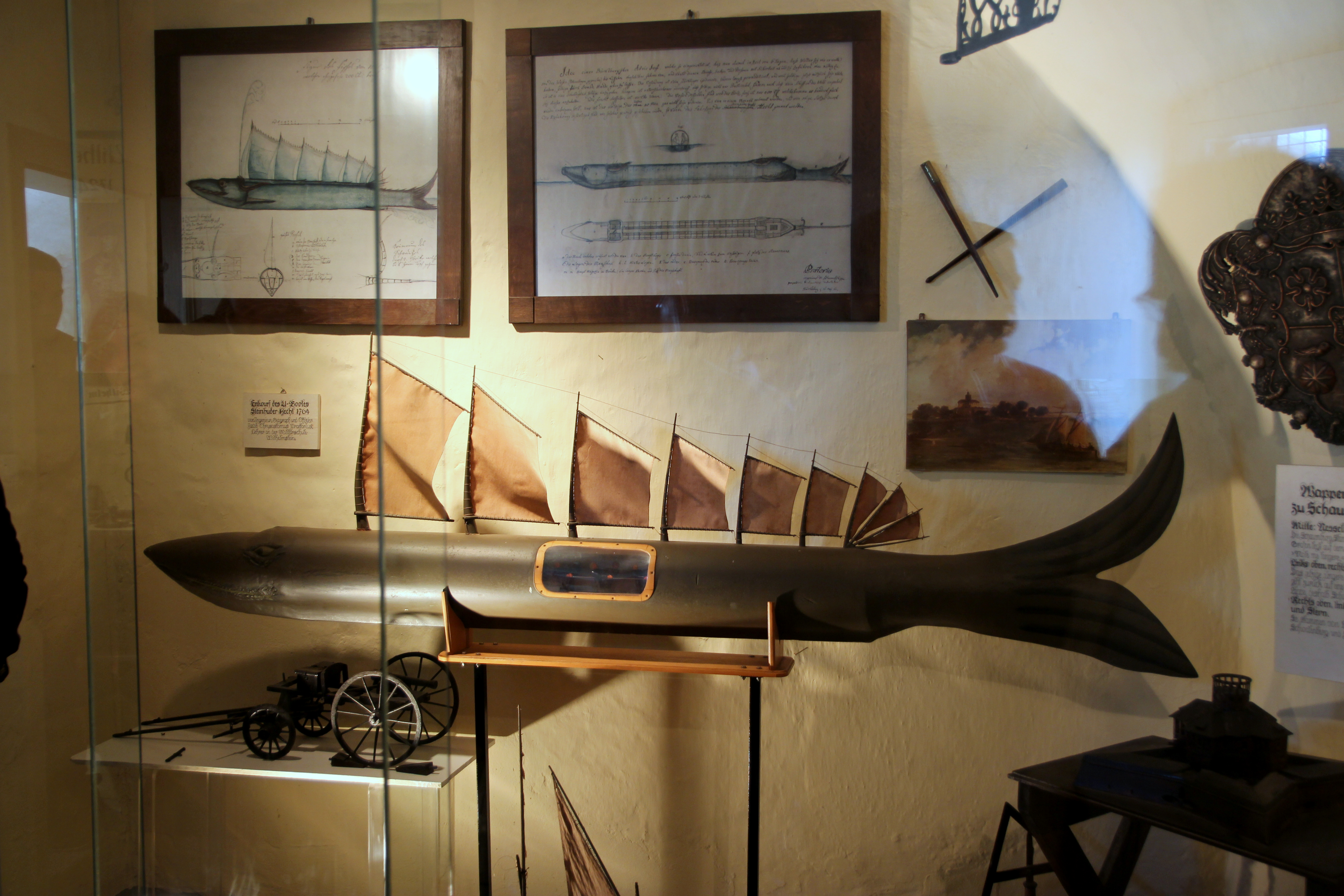
Steinhuder Hecht

Der Wilhelmstein ist eine 1,25 ha große künstliche Insel im Steinhuder Meer, die zwischen 1761 und 1765 aus militärischen Gründen als Landesfestung der Grafschaft Schaumburg-Lippe geschaffen wurde. Auf ihr befindet sich die Festung Wilhelmstein, die noch heute dem Haus Schaumburg-Lippe gehört. Der Bau der Festung erfolgte von 1761 bis 1767 durch den Grafen Wilhelm I. von Schaumburg-Lippe. Er hatte das politische Ziel, den kleinen Staat nur schwer komplett eroberbar und damit Schaumburg-Lippe zu einem wertvollen Bündnispartner mächtigerer Staaten zu machen. Es sollte damit vor einem reinen Satellitenstatus bewahrt werden. In der Tat konnte 1787 bei der von Hessen-Kassel versuchten Okkupation des Landes der Wilhelmstein von schaumburg-lippischen Truppen gegen die hessischen gehalten werden. Damit wurde die notwendige Zeit für einen Rechtsstreit gewonnen, bei dem die Herrscher vom Königreich Hannover und Preußen sich erfolgreich für die weitere Selbstständigkeit Schaumburg-Lippes einsetzten, die faktisch erst 1946 endete.
Die berühmteste Erfindung von Graf Wilhelm von Schaumburg-Lippe war der Steinhuder Hecht, das erste in Deutschland konstruierte U-Boot. Bei Überwasserfahrten sollte es von Segeln angetrieben werden. Unter Wasser sollte der „Steinhuder Hecht“ durch Schläge des von der Besatzung gezogenen Fischschwanzes angetrieben werden. Der Steinhuder Hecht wurde 1772 im See zu Wasser gelassen.
1767 wurde auf dem Wilhelmstein eine Kriegsschule eingerichtet. 1774 wurde die Festung mit einem Turm aufgestockt, in dem der Graf ein Observatorium zur Himmelsbeobachtung einrichten ließ. Nach dem Tod von Graf Wilhelm 1777 und Verlegung der Kriegsschule 1787 nach Bückeburg war die Festungsinsel weitgehend funktionslos geworden. Daraufhin wurde sie zum Staatsgefängnis der Grafschaft Schaumburg-Lippe. Heute ist die Insel ein beliebtes Ausflugsziel, das mit Ausflugsbooten von Steinhude sowie Mardorf aus zu erreichen ist. Neben Führungen in der Festung bietet die Insel auch ein gastronomisches Angebot.

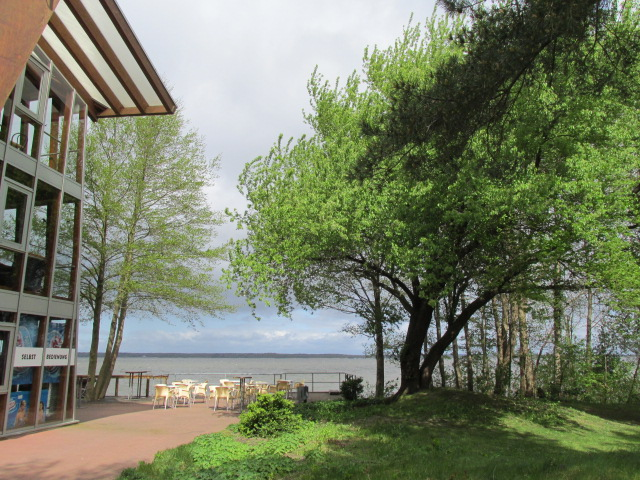
Steinhuder Meer, Badeinsel Steinhude mit Servicecenter

### Badeinsel Steinhude
Die Badeinsel Steinhude ist 35.000 m² groß. Sie wurde 1974 mit breitem Sandstrand am Südufer des Sees durch Aufschüttung aus dem Sand des Steinhuder Meeres angelegt. Über eine Brücke ist sie von Steinhude für Fußgänger zu erreichen. Die Badeinsel verfügt über ein futuristisches Service-Center, das mit Sonnenenergie betrieben wird, über einen gepflegten Sandstrand, Liegewiesen und zwei große Spielplätze. Die flachen Uferzonen am Strand sind kinderfreundlich. Der Eintritt ist frei. Die Wasserqualität wird stetig geprüft und gilt aufgrund des Moorgehalts als gesund. Allerdings gab es in der Badesaison 2020 einen erhöhten Algenbefund.
Im Laufe der Saison finden hier verschiedenste kulturelle und sportliche Veranstaltungen statt. Neben den alljährlichen Beach-Volleyball-Turnieren haben sich die Sommerkonzerte und Kabarett-Abende einen festen Publikumskreis erschlossen. Zudem gibt es in den Sommermonaten vor Ort diverse Verleihmöglichkeiten für Wassersportgeräte wie z. B. Stand-Up-Paddelboards. Hunde sind auf der Badeinsel nicht gestattet.

## Tourismus

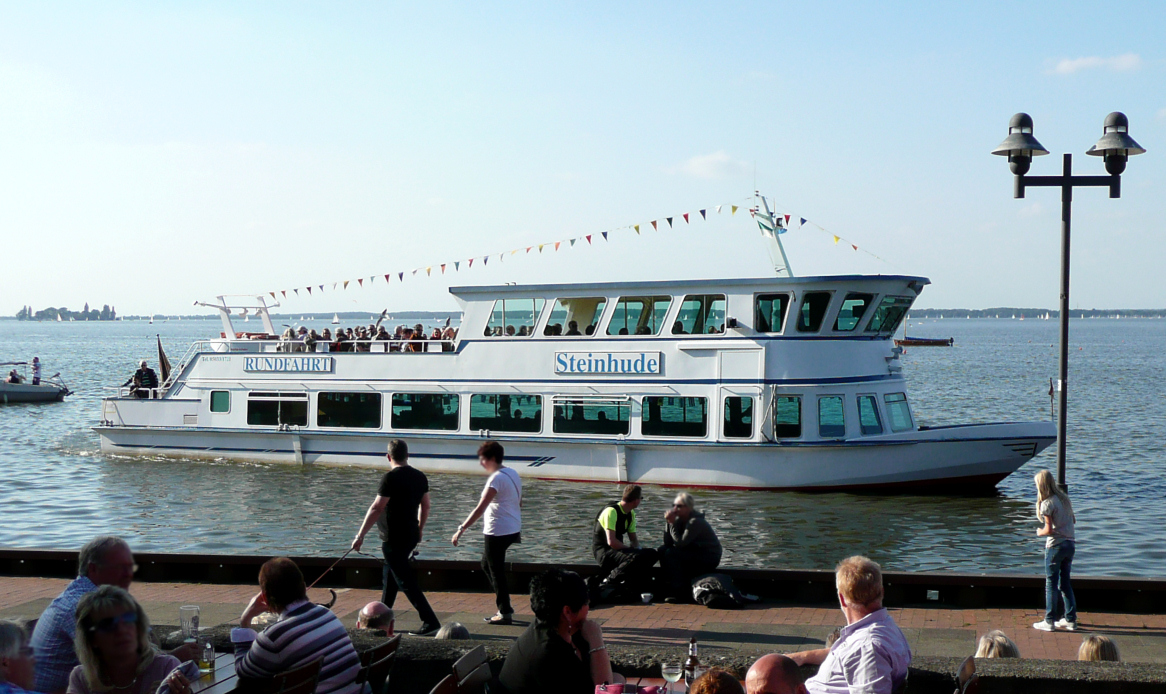
Ausflugsschiff, links die Insel Wilhelmstein

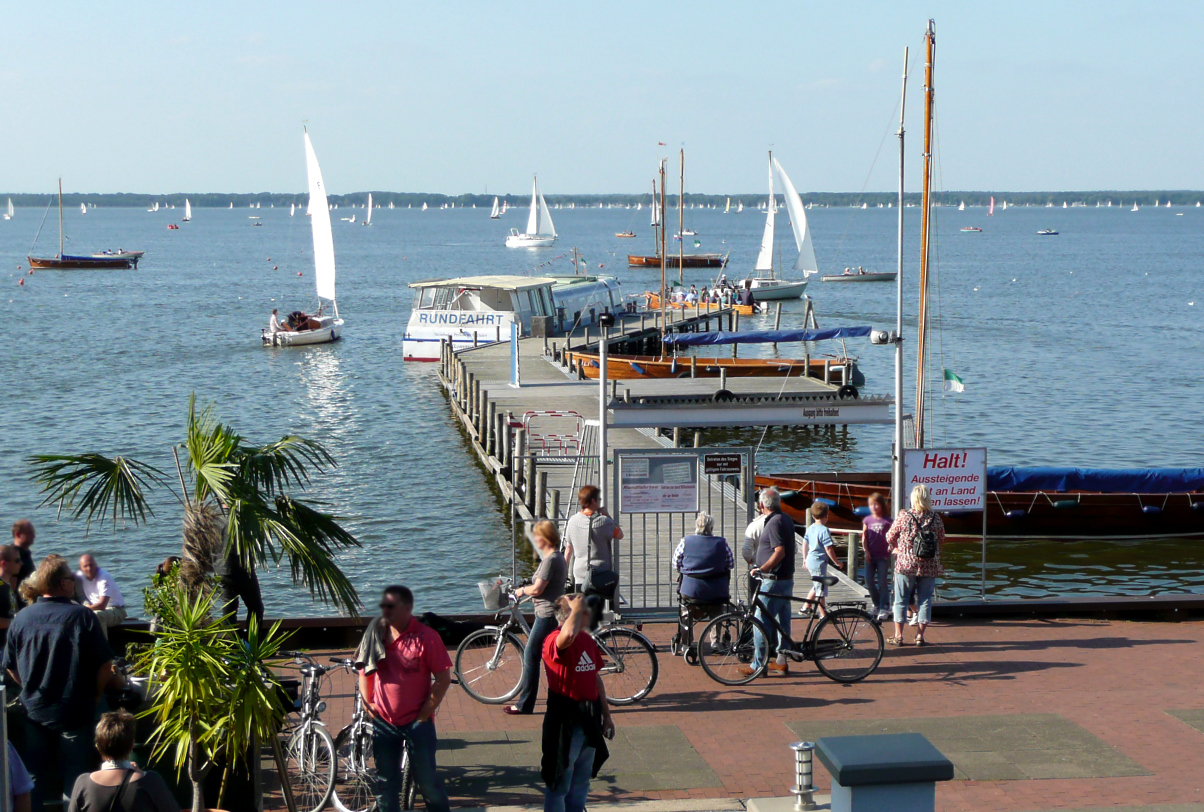
Anleger in Steinhude

Besuchern bietet das Steinhuder Meer vielfältige Möglichkeiten zur Freizeitgestaltung. Das Steinhuder Meer hat mit jährlich etwa zwei Millionen Besuchern für Städte des Umlandes, insbesondere die Landeshauptstadt Hannover, eine herausragende Bedeutung bei der Naherholung. Es ist ein typisches Ziel für Tagesausflüge und Kurzurlaube. Bei jährlich etwa 300.000 Übernachtungen mit durchschnittlich zwei bis drei Tagen Aufenthalt ist die Bedeutung für den Haupturlaub eher gering. In Steinhude und Mardorf gibt es je einen Wohnmobilstellplatz, in Mardorf mehrere Campingplätze. Es gibt einen hohen Anteil an Dauercampern, Boots- und Ferienhausbesitzern aus der ansässigen Bevölkerung. Zahlreiche Wassersportler kommen zum Segeln, Surfen und Paddeln aus der Region. Aufgrund der hohen Besucherzahlen gibt es rund um den See ein breites gastronomisches Angebot. Eine kulinarische Spezialität des Steinhuder Meeres ist der Steinhuder Räucheraal; auch wenn nicht alle angebotenen Aale aus dem Steinhuder Meer stammen. Gelegentlich werden sie noch traditionell mit dem Steinhuder Torfkahn gefischt.

### Kultur
Besucherattraktionen sind das Insektenmuseum und das Fischer- und Webermuseum Steinhude mit Spielzeugmuseum in Steinhude, das Infozentrum Steinhude und das Naturparkhaus Mardorf. Die Ökologische Schutzstation in Winzlar bietet regelmäßig Informationen und Führungen für Naturfreunde an.
Im Jahr 1980 wurden im Rahmen einer Feuerwehrübung in einem Steinbruch bei Münchehagen etwa 250 Fußabdrücke von Dinosauriern im Wealdensandstein entdeckt. Die Saurierfährten Münchehagen wurden 2006 zum Nationalen Geotop in Deutschland erklärt. Um das Naturdenkmal Saurierfährten Münchehagen entstand der Dinosaurier-Park Münchehagen, ein privat betriebenes Freilichtmuseum. Der etwa 2,5 Kilometer lange Rundweg des Parks führt thematisch durch die Erdgeschichte vom Paläozoikum (Erdaltertum) über das Mesozoikum (Erdmittelalter) bis zum Känozoikum (Erdneuzeit). Entlang seines Verlaufs sind, passend zum jeweiligen Erdzeitalter, Stand 2020 mehr als 230 lebensgroße Dinosaurier-Modelle und andere vorzeitlicher Tiere aufgestellt.
Seit Juni 2013 befindet sich auf dem Steinhuder Meer eine Seebühne, die seitdem in den Sommermonaten fünf unterschiedliche Liegeplätze ansteuert. Sie soll die starke Verbindung von Natur und Kultur am Steinhuder Meer verdeutlichen. Verwirklicht wurde das Projekt durch das „Integrierte Ländliche Entwicklungskonzept“ (ILEK) der Städte Wunstorf und Neustadt am Rübenberge.

### Verkehrsanbindung

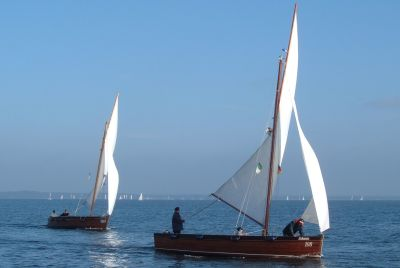
Auswanderer-Boot

Das Steinhuder Meer wird von Buslinien des Großraum-Verkehrs Hannover erschlossen. Die nächstgelegenen Bahnstationen sind Wunstorf, Poggenhagen und Neustadt am Rübenberge. Sie werden unter anderem von der Linie S2 der S-Bahn Hannover als Teil der Bahnstrecke Wunstorf–Bremen bedient. Die Steinhuder Meer-Bahn von Wunstorf nach Uchte ist seit 1964 stillgelegt.
Ein mehr als 35 km langer Rundwander- und Fahrradweg mit Aussichtstürmen um den See gibt Einblicke in die See- und Moorlandschaft mit Feuchtwiesen und Auwäldern. Der 288 km lange Meerweg verband als Radwanderweg das Steinhuder Meer mit der Nordsee.
Zwischen den Orten Steinhude und Mardorf sowie der Insel Wilhelmstein verkehren seit 1920 Fahrgastschiffe durch die Steinhuder Personenschifffahrt & Berufssegler GmbH, die auch Überfahrten zur Insel Wilhelmstein mit den sogenannten Auswanderer-Segelbooten anbietet.

### Wassersport
Am Sandstrand der Badeinsel Steinhude sowie am Nordufer ist Baden im See möglich. Möglichkeiten zum Segeln, Surfen, Rudern, Paddeln und Tretbootfahren sind an beiden Ufern gegeben. Motorboote sind auf dem Steinhuder Meer nicht gestattet (ausgenommen Elektromotorboote und Motorboote der Wasserrettung). Auf dem See sind etwa 5000 Sport- und Segelboote zu finden. Er eignet sich relativ gut für den Segelsport, da er durch seine Größe und ovale Form gerade für Regatten faire Windbedingungen garantiert. Eine Landabdeckung des Windes ist hier fast vollständig zu vernachlässigen. Obwohl das Land Niedersachsen jährlich 40.000 Kubikmeter aus abgestorbenen Pflanzen entstandenen Schlamm aus dem See baggern lässt, sind die immer häufiger auftretenden Untiefen ein Problem für Boote mit Steckschwert und für Kielyachten. Falls das Steinhuder Meer zufriert, ist auf ihm Eissegeln möglich.
Auf dem See finden im Schnitt 40 Regattaserien pro Jahr statt, die von der Wettfahrtvereinigung Steinhuder Meer (WVStM) in Schirmherrschaft organisiert werden. In der Segelvereinigung sind 24 anliegende Segelclubs seit etwa 1960 organisiert. Im Schnitt werden im Jahr ein bis drei deutsche Meisterschaften und manchmal auch Europameisterschaften in mehreren Bootsklassen ausgesegelt.
Zusätzlich bietet das Steinhuder Meer am Nordufer die Möglichkeit des Kitesurfens in einem etwa ein Quadratkilometer großen Bereich. Das Revier bietet für diesen Sport ideale Übungsbedingungen, da die durchschnittliche Wassertiefe dort etwa einen Meter beträgt. Auch Windsurfen ist am Steinhuder Meer sehr gut möglich. Im Gegensatz zu den Kitesurfern dürfen die Windsurfer den ganzen See befahren, so dass hier ideale und sichere Windsurfbedingungen vorzufinden sind. Alljährlich finden auch beim Windsurfen mehrere Regatten auf dem Steinhuder Meer statt.
Eine Kuriosität für Wassersportler ist die im Nordostteil des Steinhuder Meeres gelegene Postboje, ein privat vom Segelclub Garbsen e. V. betriebener, schwimmender Briefkasten.

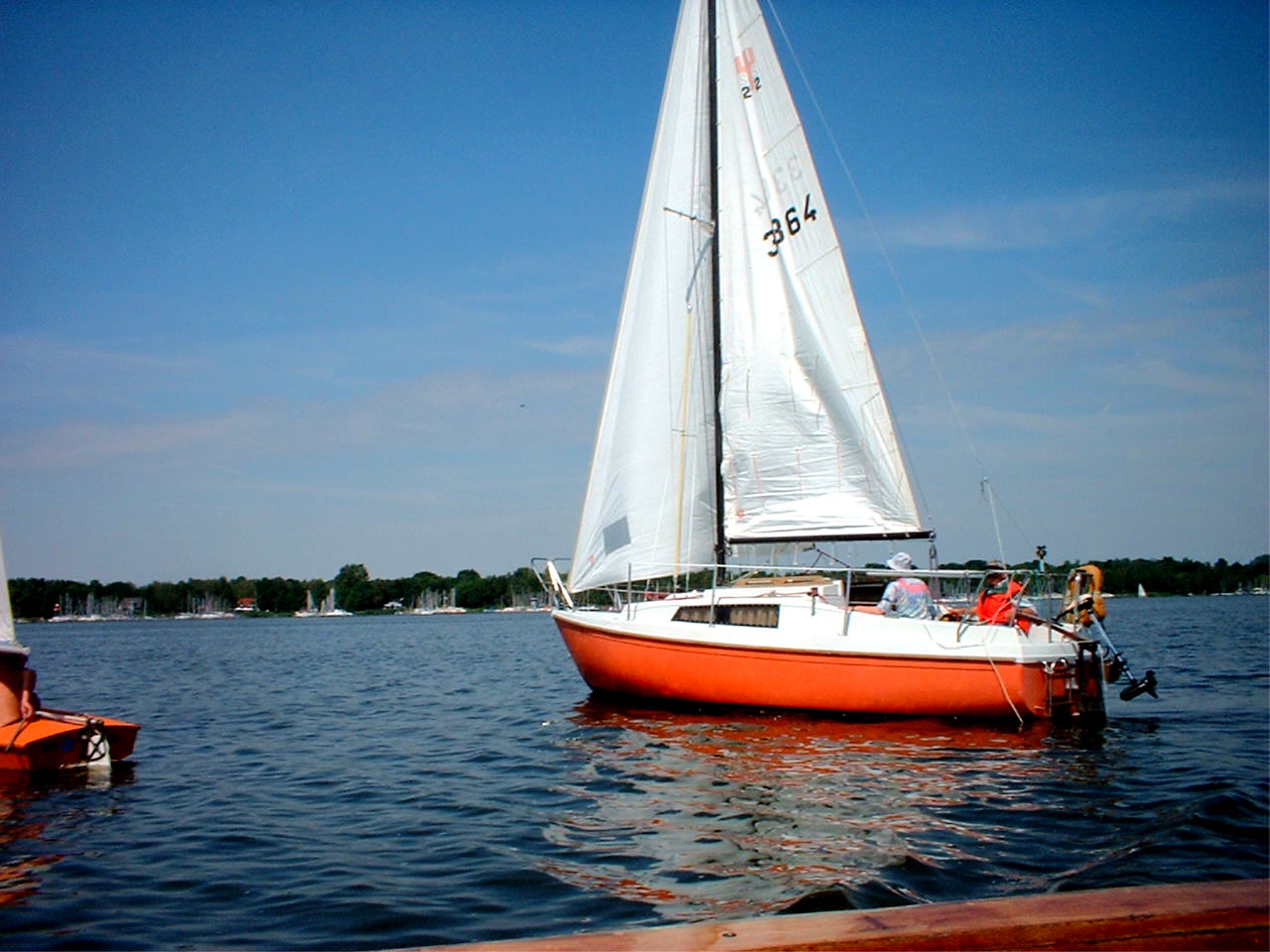
Segelboot auf dem Steinhuder Meer
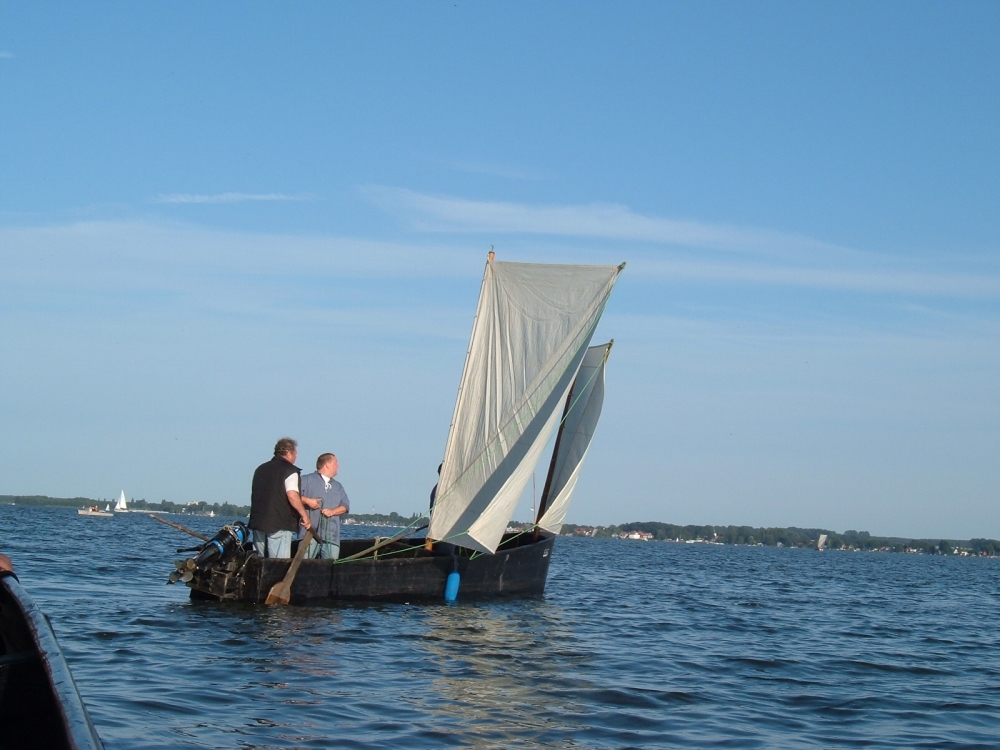
Steinhuder Torfkahn
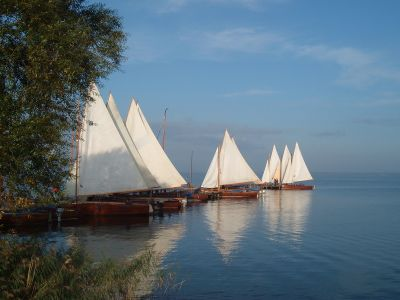
Ausgangspunkt zur Insel Wilhelmstein: Auswanderer-Boote am Anleger in Steinhude
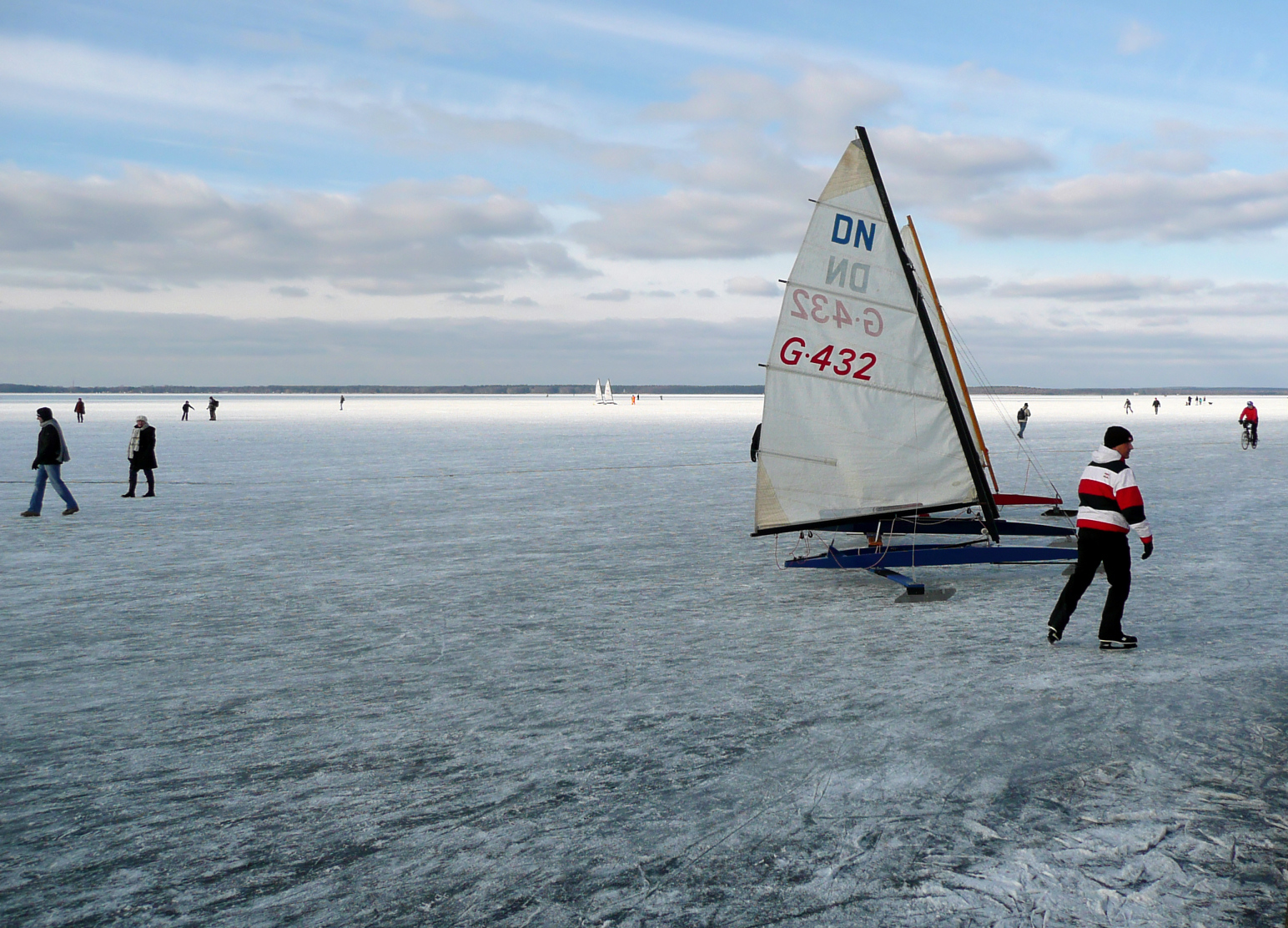
Eissegler auf dem zugefrorenen See, 2012

## Geschichte

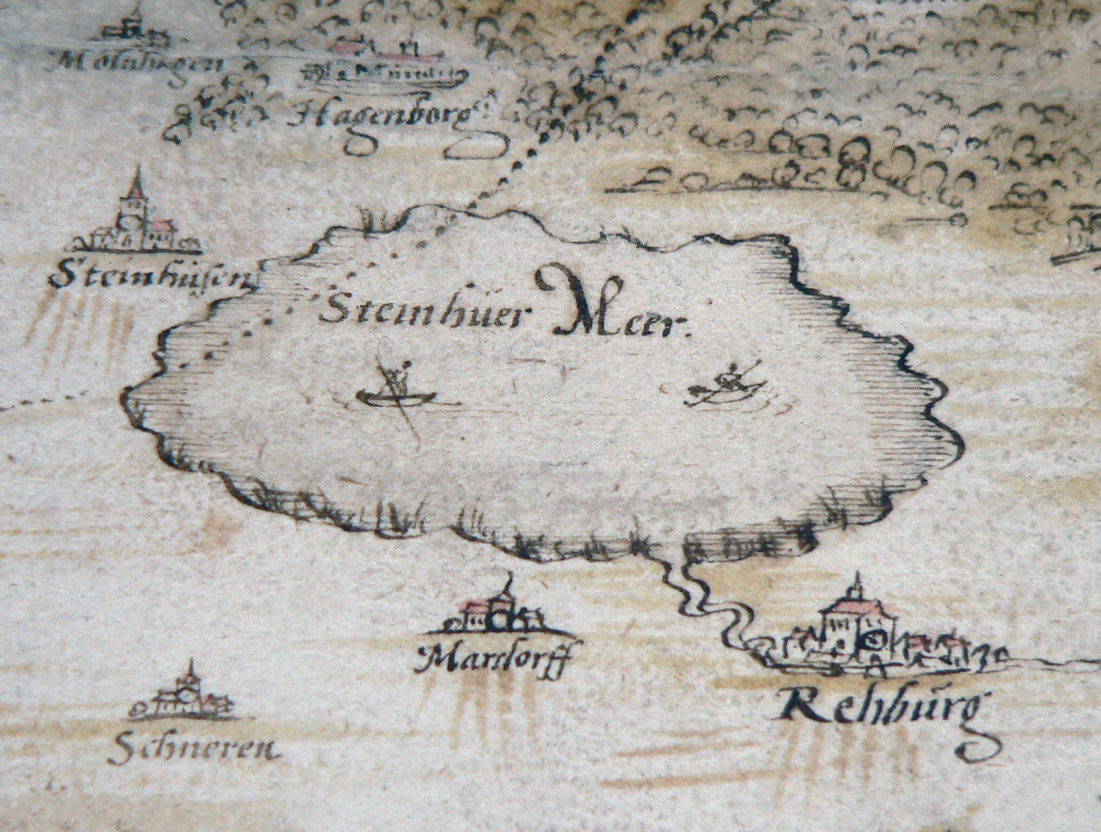
Steinhuder Meer um 1520 während der Hildesheimer Stiftsfehde, Zeichnung von Johannes Krabbe, 1591

Durch archäologische Funde ist bekannt, dass das Gebiet um das Steinhuder Meer bereits in der Altsteinzeit besiedelt war. Ursache könnte der Fischreichtum des Gewässers gewesen sein.
Seit dem 12. Jahrhundert gehörte der See zur Grafschaft Schaumburg. Nahe Steinhude werden auf dem Seegrund Reste der Kranenburg vermutet, die 1320 in einer Fehde zerstört wurde. Taucher ertasteten bereits 1982 Steinreste, im August 2009 fand eine archäologische Untersuchung mittels Geomagnetik, Sonar und Radar statt. Von 1761 bis 1767 ließ Graf Wilhelm zu Schaumburg-Lippe im See eine Insel aufschütten und auf ihr die Festung Wilhelmstein errichten. Im 19. Jahrhundert und zu Anfang des 20. Jahrhunderts gab es Überlegungen, den See trockenzulegen und den Seegrund in landwirtschaftliche Fläche umzuwandeln. Der Fremdenverkehr am Steinhuder Meer erlangte nach der Inbetriebnahme der Steinhuder Meer-Bahn Ende des 19. Jahrhunderts größere Bedeutung.
Nach der Erhöhung der Grafschaft 1807 gehörte das Steinhuder Meer nun zum Fürstentum Schaumburg-Lippe und lag im gleichnamigen Fürstentum. Der Fürst trat sein Eigentum am Gewässer nach der Novemberrevolution von 1918/19 zur Hälfte an den neuen Freistaat Schaumburg-Lippe ab, um einer Enteignung vorzubeugen. Nach dem Zweiten Weltkrieg und der Aufnahme des Landes Schaumburg-Lippe in das Land Niedersachsen überließ letzteres auf der Grundlage des Dominal-Teilungsvertrags dem ehemaligen Fürstenhaus Schaumburg-Lippe mit Sitz in Bückeburg ideell die Hälfte des Sees im Eigentum. Anlässlich der Gebietsreform von 1973 wurde die restliche Hälfte des Steinhuder Meeres vom Fürsten zum Preis von 7,5 Millionen DM an das Land Niedersachsen verkauft. Den Schaumburg-Lippern gehört jedoch auch jetzt noch die Insel Wilhelmstein.

### Etymologie
Der Name Steinhude wird vom Namenkundler Jürgen Udolph als Zusammensetzung des Wortes Stein mit etwas wie Stapelplatz am Wasser gedeutet. Das Steinhuder Meer hieß ursprünglich nur „Meer“ oder „Meer bei Wunstorf“ (lateinisch: Mare oder Mari prope Wunnestorp). Erstmals im 16. Jahrhundert heißt das Gewässer auf einer Landkarte „Steinhüer Meer“. 1770 wird auf einem Kartenwerk von Jakob Chrysostomus Praetorius der Name „Steinuder Meer“ verwendet.

## Legenden
Einer Legende nach ärgerten Zwerge im Grinderwald einen Riesen einmal so sehr, dass dieser in große Wut geriet und die Zwerge fliehen mussten. Als sie aus dem Wald kamen, wurden sie entdeckt und der Riese stampfte mit seinem Stiefelabsatz tief in den Boden, wodurch ein Zwerg starb. Es entstand ein großes Loch, das sich mit den Tränen der Zwerge füllte – dieses wurde später Steinhuder Meer genannt. Der Riese bekam infolgedessen Sand in den Stiefel. Er schüttete ihn vor sich aus und schuf so die Weiße Düne in Mardorf.
Ein anderer Riese mit Namen Goliath wurde auf dem Brunnenberg in den Rehburger Bergen von dem kleinen Jungen David zu einem Steinwurf-Wettkampf herausgefordert. Goliaths Stein flog nur bis zum Nethelnberg (Lüttjen Mardorf), während es der von David bis zur Weißen Düne schaffte. Verärgert nahm Goliath sein Schwert und schlug den großen Stein mitten durch. So wurde der viel größere Goliathstein das erste Mal geteilt (nach 1900 wurde er durch Sprengungen noch kleiner). Dort liegen die Steine heute noch.